# 투혼 2
투혼 2(Bloodsport II)는 미국에서 제작된 앨런 메레즈 감독의 1996년 액션 영화이다. 다니엘 베른하르트 등이 주연으로 출연하였고 앨런 메레즈 등이 제작에 참여하였다. 출시명은 죽음의 게임이다.

## 출연

### 주연
- 다니엘 베른하르트

### 조연
- 도널드 깁
- 제임스 홍
- 필립 탠

## 제작진
- 공동제작: 알렉산더 타브리지
- 라인프로듀서: 마이클 마이어
- 라인프로듀서: 찬드란 루트냄